# Francis Clement Kelley
Francis Clement Kelley (Isla del Príncipe Eduardo, Canadá, 23 de octubre de 1870 - 1 de febrero de 1948) fue un sacerdote y escritor católico estadounidense.

## Biografía
Fue obispo de Oklahoma. Fue un personaje importante de la organización The Catholic Church Extension Society. Es conocido por su opiniones antimasónicas.

## Obras
- Libro: México, el país de los altares ensangrentados'
- Blood-Drenched Altars, 1935
- DOMINUS VOBISCUM: A Book of Letters, 1922
- The First American Catholic Missionary Congress, 1909
- THE GREAT AMERICAN CATHOLIC MISSIONARY CONGRESS, 1914
- A HOLY HOUR FOR PRIESTS, 1936
- LETTERS TO JACK: Written By A Priest to His Nephew, 1917
- The Story of Extension, 1922
- THE TWO GREAT AMERICAN CATHOLIC MISSIONARY CONGRESSES, 1914
- Scouting For Catholics: Adding The Supernatural, con Louis P. Barcelo y Edward Fuller
- True answers to true problems (Pour survivre), 1943
- THE SPIRITUAL MAXIMS OF ST. FRANCOIS [FRANCIS] DE SALES, 1953
- When the Veil is Rent, 1929
- THE LAST BATTLE OF THE GODS, 1907
- THE CITY AND THE WORLD, 1917
- CHARRED WOOD, novala escrita bajó el seudonímo de Myles Murdach
- THE FORGOTTEN GOD, 1932
- PROBLEM ISLAND, 1937
- THE BISHOP JOTS IT DOWN, 1939
- SACERDOS ET PONTIFEX, 1940,
- PACK RAT, 1942
- TALES FROM THE RECTORY, 1943
- The Bock of Red and Yellows